# Coptocephala dedicata
Coptocephala dedicata es un coleóptero de la familia Chrysomelidae.
Fue descrita científicamente en 2007 por Kantner & Bezdek.